# دانشگاه لکهنؤ
دانشگاه لکهنو (انگلیسی: University of Lucknow) یک دانشگاه تحقیقاتی-پژوهشی دولتی در جمهوری هند است، که در منطقه شهری لکهنو، اوتار پرادش واقع شده‌است.